# Nilonlampi
Nilonlampi är en sjö i kommunen Kuusamo i landskapet Norra Österbotten i Finland. Arean är 40 hektar och strandlinjen är 5,11 kilometer lång. Sjön  ingår i Kems huvudavrinningsområde.   Den ligger omkring 220 kilometer nordöst om Uleåborg och omkring 690 kilometer norr om Helsingfors. 